# 형교

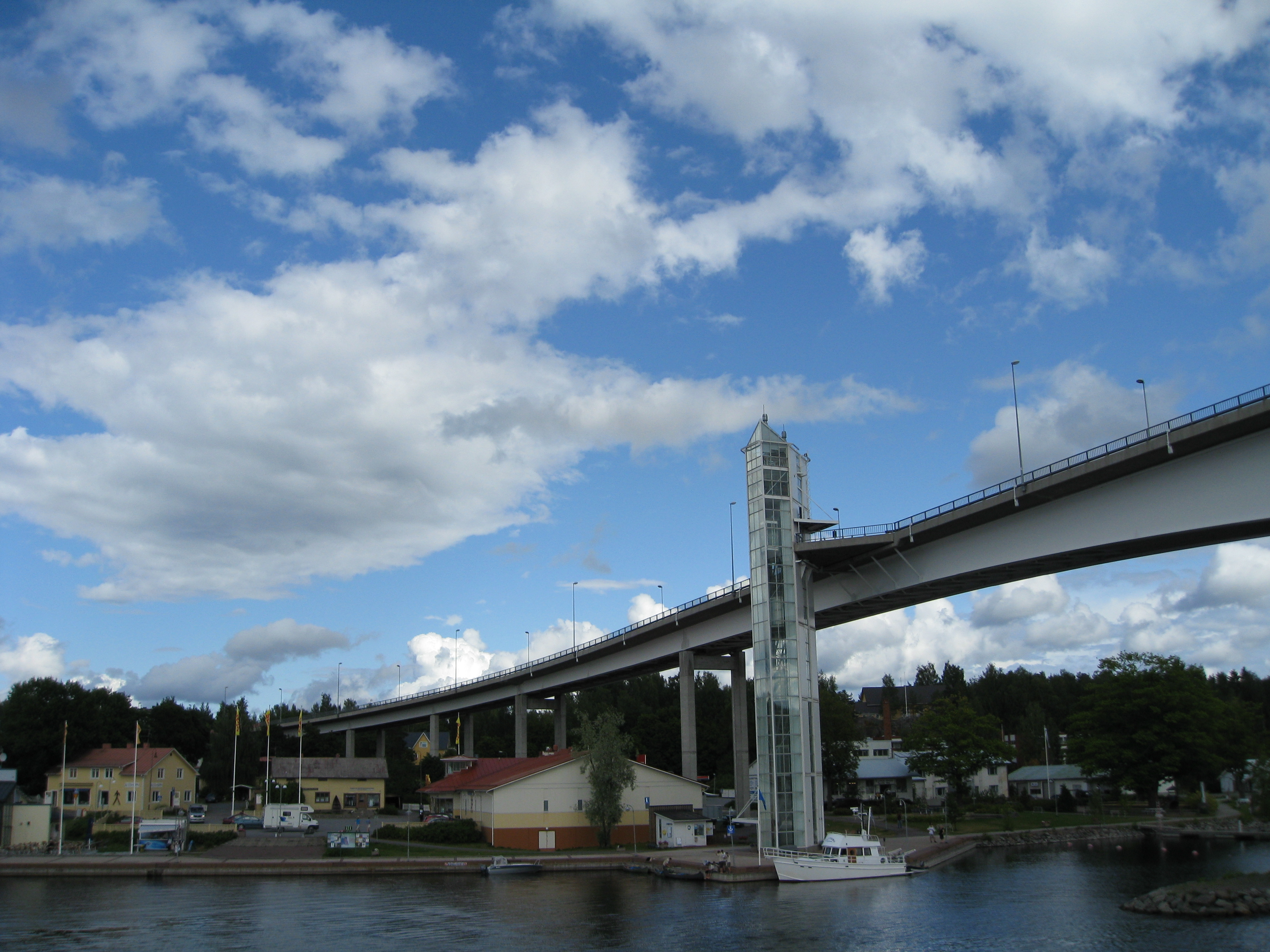

형교 혹은 거더교(桁橋, girder bridge)는 다리 중 가장 일반적인 형식으로 보에 의해 하중이 직접 교각, 교대에 전달된다.